# Alpine Shire
Koordinaten: 36° 40′ S, 146° 55′ O

Alpine Shire ist ein lokales Verwaltungsgebiet (LGA) im australischen Bundesstaat Victoria. Das Gebiet ist 4788,2 km² groß und hat etwa 12.337 Einwohner.
Alpine liegt im Nordosten Victorias etwa 350 km nordöstlich der Hauptstadt Melbourne und schließt folgende Ortschaften ein: Myrtleford, Mount Buffalo, Bright, Mount Beauty, Harrietville, Falls Creek und Hotham Heights. Der Sitz des City Councils befindet sich im Zentrum der LGA in Bright, einer Kleinstadt mit etwa 2.300 Einwohnern.
Das Gebiet wurde von den Europäern bereits 1824 erkundet, aber wegen seiner Hochgebirgslage erst Mitte des 19. Jahrhunderts in den Goldgräberzeiten für Siedler interessant. Alpine liegt inmitten der höchsten Berge Victorias, dem Mount Buffalo (1723 m) im Westen des Shires, Mount Hotham (1861 m) im Süden und Mount Feathertop (1922 m) bzw. Mount Bogong (1986 m) westlich.
Teile des Alpine-Nationalparks, des größten Nationalparks Victorias, sowie der Mount-Buffalo-Nationalpark liegen in Alpine Shire und entsprechend sind Bergwandern, Bergsteigen, Wildwasserfahrten und im Winter der Skisport touristische Attraktionen der Region. Mount Hotham ist das höchstgelegene Skigebiet Australiens mit Liftstationen bis auf 1845 m Höhe. Bright ist zudem ein beliebtes Zentrum für Paragleiter.

## Verwaltung
Der Alpine Shire Council hat sieben Mitglieder, die von den Bewohnern der LGA gewählt werden. Alpine Shire ist nicht in Bezirke untergliedert. Aus dem Kreis der Councillor rekrutiert sich auch der Mayor (Bürgermeister) des Councils.